# アフリカ主導マリ国際支援ミッション

マリ共和国の位置とアフリカ主導マリ国際支援ミッション参加国

アフリカ主導マリ国際支援ミッション（英語：African-led International Support Mission to Mali、略称：AFISMA）は、マリ北部紛争でイスラム反政府勢力の脅威に曝されているマリ共和国政府を支援するため、西アフリカ諸国経済共同体加盟国によって編成された軍事ミッションである。ミッションは2012年12月20日に採択された国際連合安全保障理事会決議2085に基づき承認され、内容は「アフリカ主導マリ国際支援ミッション（AFISMA）は最初の1年間の展開」を承認する事となっている。
ミッションは当初の予定で2013年9月から開始されるはずであったが、反乱軍の予想外の進撃により2013年1月にフランスが軍事介入し、西アフリカ諸国経済共同体は急遽ミッションを開始し部隊を展開する事を決定した。1月15日、ナイジェリア政府は24時間以内に先遣隊200人を派遣すると発表した。1月17日にナイジェリアはマリに陸軍と空軍を展開する。アフリカ主導マリ国際支援ミッションの初代司令官にはナイジェリア軍のシェフ・アブドゥルカディル少将（Shehu Abdulkadir）が、副司令官にニジェール軍のヤヤ・ガルバ准将（Yaya Garba）が、参謀長にセネガル軍のジャン・ポール・ナタブ大佐（Jean Paul Ntab）が就任する。

## 経過
1月15日、ナイジェリア政府は当初予定していた派遣部隊300人を600人にまで増強し、次の24時間で先遣隊200人の兵士をマリに派遣する。1月18日、ナイジェリア政府は更に300人を増強することを決定した。最終的にナイジェリアは1,200人にまで規模が膨れ上がっている。1月が終わるまでに2,000人の将兵が派遣され、任務の長期的展開に備え3,000人以上が加盟国軍から抽出される必要があるとされる。
1月16日、バマコ・セヌー国際空港にナイジェリア軍80人とトーゴ軍40人の先遣隊が到着する。
1月18日、ナイジェリア空軍からアルファジェット軽攻撃機2機をニジェールのニアメに移動し作戦に備える。派遣要員66人をG.222戦術輸送機でマリまで空輸するよう命じた。C-130戦術輸送機はナイジェリア陸軍部隊と資器材の空輸任務を続行した。更にMi-35戦闘ヘリコプターの移動の予定も発表される。
ナイジェリア軍のボーラ・コレオソ少将（Bola Koleoso）は、コギ州オケネ（en:Okene）にて移動中であった軍の車列が路傍爆弾の爆発により兵士2人が死亡し5人が負傷したとAPF通信社に語った。攻撃を受けた車列はアフリカ主導マリ国際支援ミッションに派遣される80人の先遣隊であった。コレオソ少将は犯行がボコ・ハラムによるものとの疑いを持っていると伝える 。18日夜から19日にかけてはナイジェリア、トーゴ、ベナンからの計260人の兵士が到着している。
1月19日、西アフリカ諸国経済共同体はアビジャンで緊急首脳会議を開き、国際連合をはじめとした国際社会に軍事や財政支援を行うように要請する。
4月25日、国際連合安全保障理事会で国際連合マリ多元統合安定化ミッションの設立が認められ、この実施部隊の大半が本ミッションから引き継がれる予定で、任務開始時期は同年7月からを予定している。

## 派遣状況
2013年1月19日時点で以下の国々が部隊の派遣を実施・準備・検討している。
| 西アフリカ諸国経済共同体加盟国   |         | |
| ベナン                           | 300人   | |
| ブルキナファソ                   | 500人   | |
| ブルンジ                         | 不明    | |
| ガーナ                           | 120人   | 工兵中隊                                                                                            |
| ギニア                           | 144人   | |
| ニジェール                       | 500人   | |
| ナイジェリア                     | 1,200人 | 派遣部隊に第333大隊が含まれる、と報じられる                                                         |
| セネガル                         | 500人   | |
| シエラレオネ                     | 500人   | 整備部隊                                                                                            |
| トーゴ                           | 500人   | 工兵部隊                                                                                            |
| 西アフリカ諸国経済共同体非加盟国 |         | |
| チャド                           | 2,000人 | 歩兵連隊と2個支援大隊。 この内、500人の兵力はミッションの指揮下に入らず、フランス軍と行動を共にする |
| 合計                             | 5,464人 | |

また、西アフリカ諸国経済共同体の加盟国では無いチャドからは、アフリカ諸国では最大規模と成る2,000人の兵力を派遣する。チャド軍部隊は他の西アフリカ諸国経済共同体加盟国軍とは異なり、砂漠戦に熟達・経験豊富であり戦場となる北部マリの困難な地形に対応できる存在でもある。